# Namdhari FC
El Namdhari FC es un equipo de fútbol de la India que juega en la I-League, la segunda división nacional.

## Historia
Fue fundado en el año 1975 en la ciudad de Bhaini Sahib con el nombre Namdhari XI. En 2004 la Namdhari Sports Academy construyó el Sri Bhaini Sahib, cerca de Ludhiana. Con el crecimiento del fútbol, el Namdhari creó su academia en 2018.
En su primera temporada en la I-League el club contrató al español Francesc Bonet como entrenador.
 Actualmente contrató al entrenador argentino Fernando David Capobianco para la temporada 2024/2025

## Palmarés
- Punjab State Super Football League (1): 2023–24[4]